# Barragem de Varosa
A barragem de Varosa localiza-se no município de Lamego, distrito de Viseu, Portugal. Situa-se no rio Varosa. A barragem entrou em funcionamento em 1976.

## Barragem
É uma barragem em arco de betão. Possui uma altura de 76 (71) m acima do terreno natural e um comprimento de coroamento de 213 m (largura de 3,44 m). O volume da barragem é de 81.000 m³. Possui uma capacidade de descarga máxima de .. (descarga de fundo) + 1200 (descarregador de cheias) m³/s.

## Albufeira
A albufeira da barragem apresenta uma superfície inundável ao NPA (Nível Pleno de Armazenamento) de 0,7 km² e tem uma capacidade total de 12,943 Mio. m³ (capacidade útil de 12,937 Mio. m³). As cotas de água na albufeira são: NPA de 264 metros, NMC (Nível Máximo de Cheia) de 265 metros e NME (Nível Mínimo de Exploração) de ... metros.

## Central hidroeléctrica
A central hidroeléctrica é constituída por tres grupos Francis com uma potência total instalada de 25 (24,7) MW. A energia produzida em ano médio é de 60 Mio. kWh.
| Grupo | Velocidade nominal (r.p.m.) | Turbina (MW) | Alternador (MVA) | Transformador (MVA) |
| ----- | --------------------------- | ------------ | ---------------- | ------------------- |
| 1     | 750                         | 11,473       | 14,5             | 16                  |
| 2     | 1000                        | 7,722        | 8,9              | 16                  |
| 3     | 750                         | 5,516        | 6,4              |                     |